# ليلة رأس السنة الميلادية

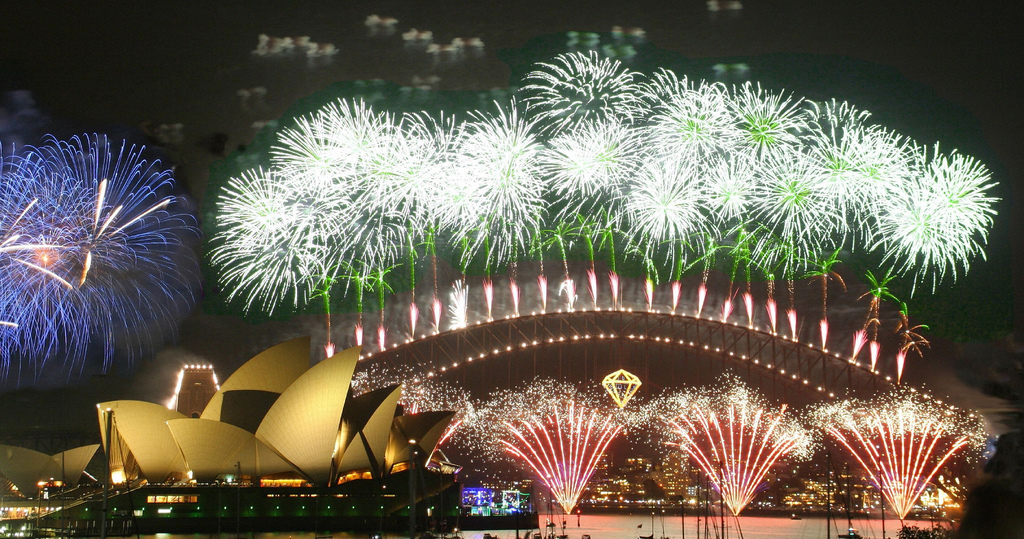
احتفالات ليلة رأس السنة في سيدني، أستراليا.

ليلة رأس السنة الميلادية (بالإنجليزية: New Year's Eve)‏ هي ليلة 31 ديسمبر من نهاية العام هي أخر يوم في السنة الميلادية في التقويم الغريغوري، واليوم الذي يليه هو يوم رأس السنة. في الكثير من دول العالم فان حدث ليلة رأس السنة يتم احياؤه بالتقاء الناس في احتفالات ذات أشكال مختلفة سواء بالرقص أو مشاهدة الألعاب النارية وهي حدث مشترك في أغلب بلدان العالم بهذه المناسبة.
احتفالات مدن العالم في ليلة رأس السنة بقدوم العام الجديد لا تحدث في وقت واحد وإنما تنطلق مع دقات الساعة من أقصى الشرق إلى أقصى الغرب مرورًا بأوروبا والشرق الأوسط. وفي المدن الشرقية والغربية تختلف عادات الاحتفال بين مدينة وأخرى ولكنها تتفق في صيغة واحدة هي الاحتفال عبر عروض الألعاب النارية. وفي العديد من البلدان يتم الاحتفال بليلة رأس السنة من خلال التجمعات الاجتماعية المسائية، حيث يرقص الكثير من الناس ويأكلون ويشربون ويشاهدون الألعاب النارية. ويتردد بعض المسيحيين إلى الكنيسة لحضور قداس منتصف الليل. وتستمر الاحتفالات عمومًا في منتصف ليلة عيد رأس السنة في 1 يناير.
بهذه المناسبة أغلب بلدان العالم بينها الإمارات العربية المتحدة، مصر؛ وإندونيسيا، وماليزيا، والهند، واليابان، ولبنان، وفلسطين، وتركيا والصين.
وفيما أن جزراً كساموا وكيريتيماس وقسم من جزيرة كيريباتي وأول المحتفلين بالسنة الجديدة فان جزر هاواي وجزيرة بيكر هي آخر المناطق احتفالاً بهذه المناسبة. وتشتهر سيدني بأنها أول مدينة كبرى تستقبل العام الجديد وتنتقل أخبار احتفالاتها وصور ألعابها النارية إلى مدن العالم الأخرى التي تكون على وشك الاحتفال هي الأخرى بنهاية عام وحلول عام جديد.

## احتفالات دينية

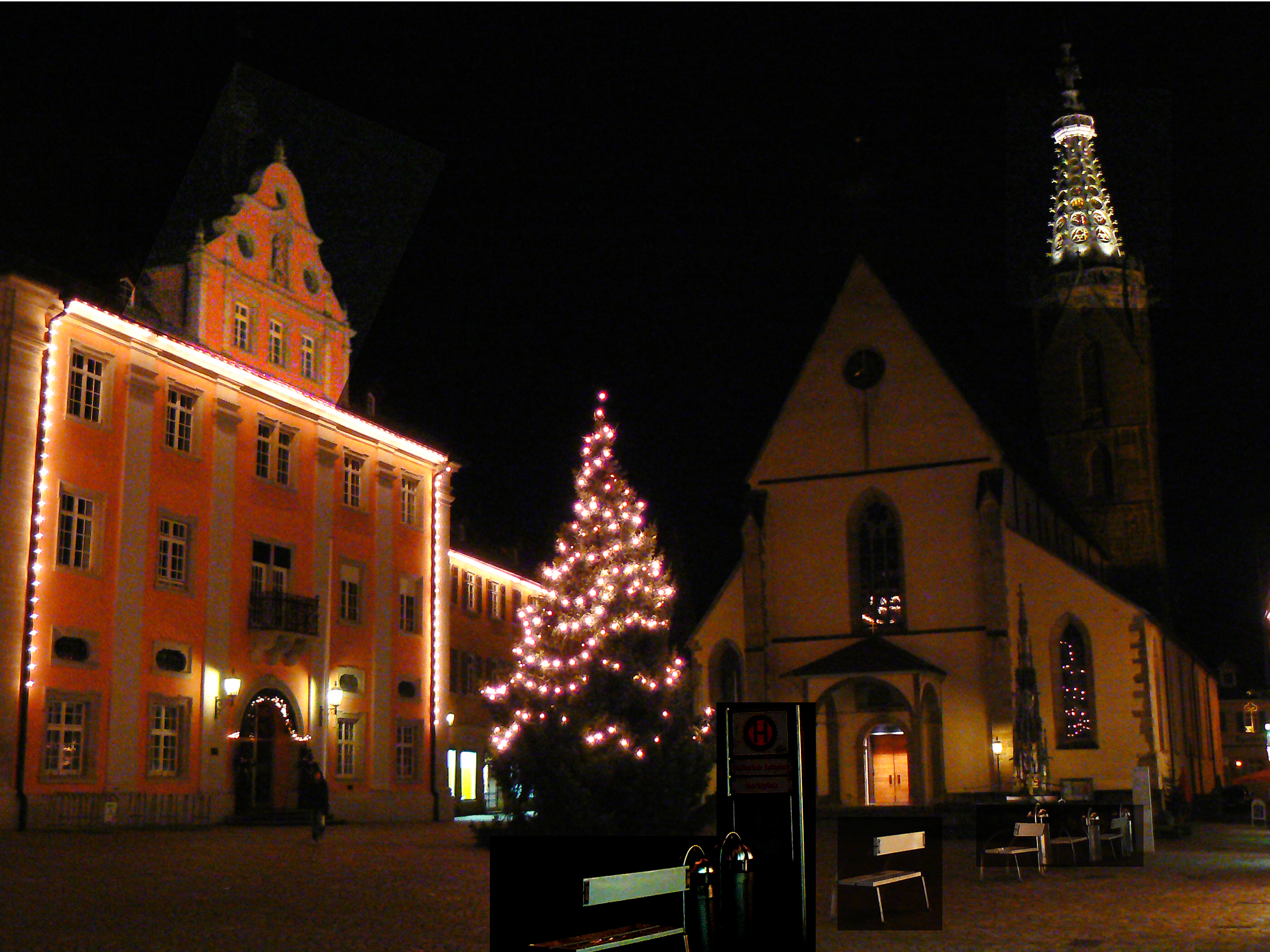
كنيسة مسيحيّة في روتنبورغ آم نكار مزينة بمناسبة عيد الميلاد والسلفستر.

في الكنائس المسيحية الغربية تتزامن ذكرى وفاة القديس والبابا سلفستر الأول مع عشية رأس السنة الميلادية الجديدة. بالنسبة لهذه الطوائف المسيحية الشرقية، وتتميز الاحتفالات بعيد القديس سيلفستر بالتردد على الكنيسة خلال قداس منتصف الليل، وكذلك الألعاب النارية والحفلات والولائم. ويُطلق على هذه الليلة في بعض البلدان خصوصًا في أوروبا الوسطى اسم ليلة القديس سلفستر، وذلك بسبب المصادفة، تستخدم العديد من الدول ليلة القديس سلفستر على ليلة رأس السنة الميلادية. وتشمل هذه البلدان النمسا والبوسنة والهرسك وكرواتيا وجمهورية التشيك وفرنسا وألمانيا والمجر وإسرائيل وإيطاليا وليختنشتاين ولوكسمبورغ وبولندا وسلوفاكيا وسويسرا وسلوفينيا.
يذكر أنّ الكنيسة الرومانية الكاثوليكية تعتبر 1 يناير يوم عيد وذكرى مخصصة إلى مريم العذراء وهو يوم مقدس في معظم البلدان ذات الغالبية المسيحية، مما يتطلب من جميع الكاثوليك حضور الصلوات الدينية في ذلك اليوم. ويجوز حضور قداس عشية رأس السنة وفيه يحيي أيضًا ذكرى البابا سلفستر الأول، وبالتالي أصبح من المعتاد حضور قداس مساء يوم رأس السنة الميلادية الجديدة. وكما يبدأ القداس عند الساعة التاسعة والنصف مساءً كاتدرائية القديس بطرس في الفاتيكان.
العديد من التجمعات المسيحية البروتستانتية لديها طقوس دينية خاصة لعشية رأس السنة الميلادية. وخاصًة أتباع الكنيسة اللوثرية والميثودية. وتعج الكنائس في المؤمنين بعد منتصف الليل، حيث تقام الطقوس لشكر الله على نهاية العام. في الدول الناطقة باللغة الإنجليزية، تعود هذه الطقوس إلى جون ويزلي، مؤسس المذهب الميثودي.

## أوروبا

### الدنمارك

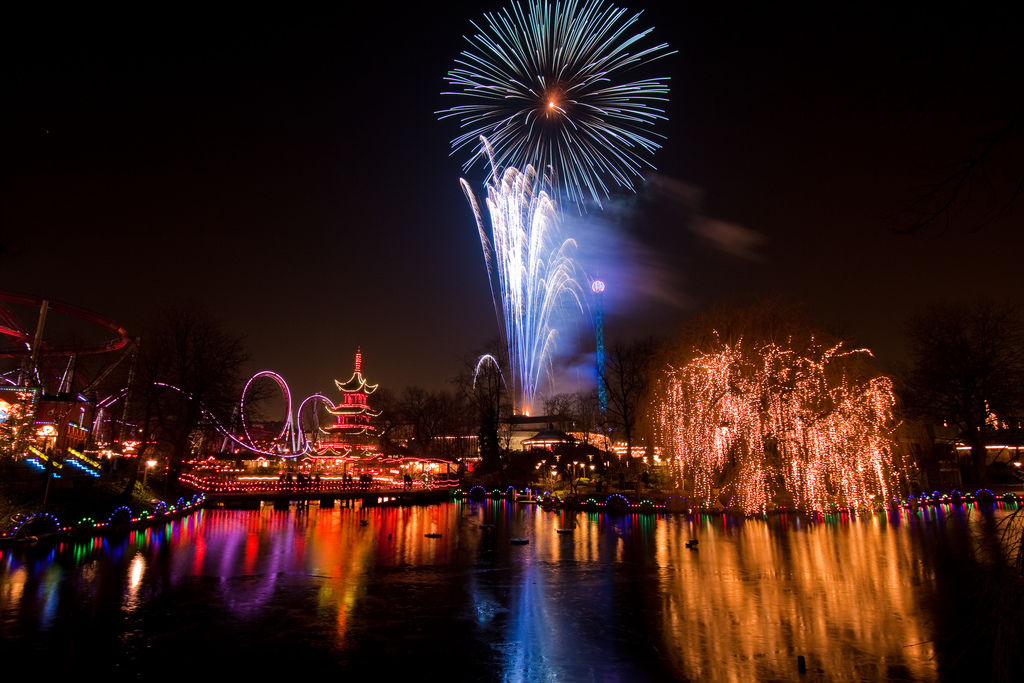
احتفالات ليلة رأس السنة في كوبنهاغن.

ترتبط ليلة رأس السنة في الدنمارك مع العائلة والأصدقاء. ويتم تحضير وجبة عشاء خاصة بهذه الليلة جنبًا إلى جنب مع الشمبانيا. من الأطباق التقليدية في هذه الليلة اللفت المطهي ولحم الخنزير.
يتم بث حدثين تقليديين على التلفزيون والإذاعة الدنماركية في 31 ديسمبر: رسالة السنة الجديدة من قبل مارغريت الثانية ملكة الدنمارك وذلك في تمام الساعة 18:00، والعروض التي تُقام في كوبنهاغن في منتصف الليل. حيث يجتمع الآلاف من الناس معًا في ساحة Rådhuspladsen. وتكون ذروة الاحتفال مع اطلاق الألعاب النارية ورنين أجراس برج تاون هول في منتصف الليل.

### فرنسا
تسمى ليلة رأس السنة في فرنسا ليلة القديس سيلفستر وعادًة ما يحتفل مع وليمة خاصة في المناسبة. يتضمّن هذا العيد عادة الأطباق الخاصة بما في ذلك كبد الأوز، والمأكولات البحرية مثل المحار، وشرب الشمبانيا. الاحتفال يمكن أن يكون عشاء مع العائلة والأصدقاء أو في حفلات خاصة بالمناسبة.

### ألمانيا

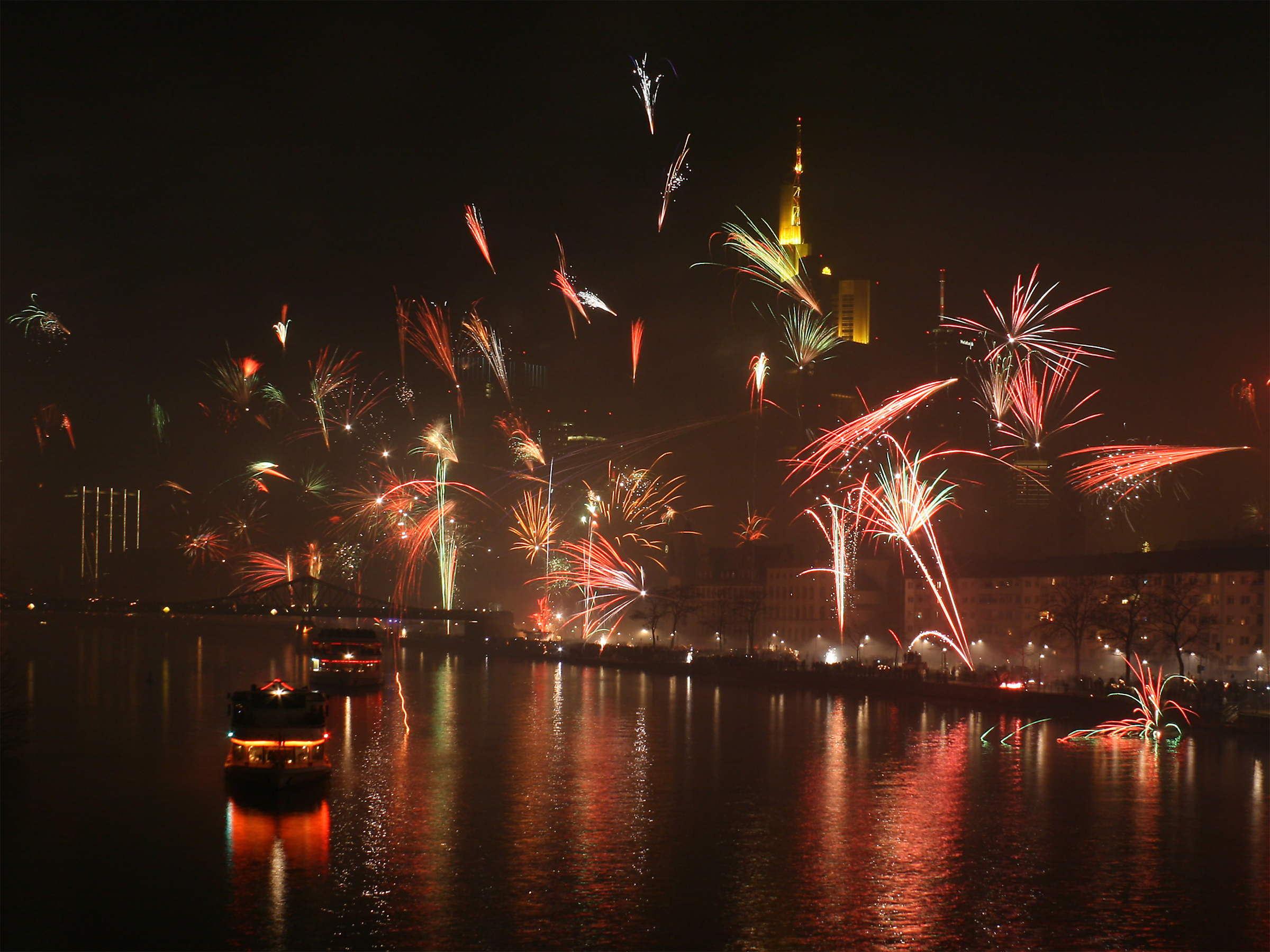
احتفالات عشية رأس السنة في فرانكفورت.

في ألمانيا يطلق على ليلة رأس السنة الجديدة ليلة القديس سيلفستر. تحظى الألعاب النارية بشعبية كبيرة، سواء مع الأفراد أو من خلال العروض التي تقيمها البلدية الكبيرة. في كل عام تستضيف مدينة برلين واحدة من أكبر احتفالات ليلة رأس السنة الجديدة في كل أوروبا، إذ يحضره أكثر من مليون شخص. النقطة المحورية هي بوابة براندنبورغ، حيث تتركز الألعاب النارية عند منتصف الليل.
منذ عام 1972، تبث العديد من محطات التلفزيون الألمانية برامج خاصة بالحدث يتخللها عروض مسرحية وكوميدية.

### اليونان
لدى اليونان العديد من التقاليد العريقة بمناسبة عشية رأس السنة. خلال النهار، يقوم الأطفال بالغناء والتراتيل بمناسبة العام الجديد ومن ثم يتم اعطاء الأطفال بعض من المال. ثم تقام وجبة العشاء التقليدية العائلية. في المساء يقوم الناس الناس بطهي فطيرة اسمها «فطيرة بيل»، وهي كعكة بنكهة اللوز. عند منتصف الليل، تقوم الأسر بالعد التنازلي يتخلله إيقاف كل الأضواء ومع بدء السنة الجديدة تضاء جميع الأضواء. بعد عروض الألعاب النارية، يتم تبادل الهدايا. وايضا يقام عرض للألعاب النارية في منتصف الليل فوق معبد البارثينون التاريخي في العاصمة أثينا.
تقليد شائع أيضا بين العائلات الأرثوذكسية اليونانية هو قطعة vasilopita («فطيرة الملك» أو «فطيرة القديس باسيل») في منتصف الليل. عادة ما يتم خبز قطعة نقود معدنية أو شيء مشابه في الداخل، ويقال إن من يجدها يحالفه الحظ خلال العام المقبل. يعتبر يوم رأس السنة الميلادية عيدًا لباسيليوس القيصري، ويُعتبر أيضًا من العادة حجز الشريحة الأولى من vasilopita للقديس باسيل.

### بلجيكا
في بلجيكا، يتم الاحتفال بليلة رأس السنة الجديدة (Sint Sylvester Vooravond ("Saint Sylvester's Eve") أو Oudjaar («العام القديم») مع حفلات عائلية تسمى réveillons في المناطق الناطقة بالفرنسية. على شاشة التلفزيون، يستعرض فنان كوميدي ارتجالي العام الماضي، وبعد ذلك يُشير عرض موسيقي أو متنوع إلى منتصف الليل، عندما يتبادل الجميع القبلات، ويتبادلون تحيات الحظ، ويشرب نخب العام الجديد. كثير من الناس يشعلون الألعاب النارية أو يذهبون إلى الشارع لمشاهدتها. معظم المدن لديها عروض الألعاب النارية الخاصة بها: أشهرها في مونت دي آرتس في بروكسل تزدحم المدن والمقاهي والمطاعم. خدمات الحافلات المجانية وسيارات الأجرة الخاصة بليلة رأس السنة الجديدة (السائقون الشباب المسؤولون) تجلب الجميع إلى المنزل بعد ذلك.
في 1 كانون الثاني (يناير) (Nieuwjaarsdag باللغة الهولندية) يقوموا الأطفال بقراءة «خطاب السنة الجديدة» ويقدموا بطاقات تهنئة بالعيد من ورق مزخرف يضم كروبًا ذهبيًا وملائكة وورودًا ملونة وأكاليل مربوطة بشريط للآباء والآباء، على ورق مزخرف. كما يتمنى المزارعون البلجيكيون لحيواناتهم سنة جديدة سعيدة.

### أيرلندا
في ليلة رأس السنة الجديدة تقام احتفالات ضخمة في المدن الكبرى، وذلك على الرغم مع أنّ معظم الإيرلنديين يفضلون البقاء في المنزل والاحتفال مع العائلة والأصدقاء. وتقيم الحانات والنوادي في جميع أنحاء البلاد عروض خاصة على شرف ليلة رأس السنة الجديدة، وخاصًة في المدن الكبرى.

### إيطاليا
يطلق في إيطاليا على ليلة رأس السنة ليلة القديس سلفستر؛ وتقام في هذه الليلة عدد من الطقوس التقليديّة، مثل ارتداء الملابس الحمراء. من التقاليد القديمة المتوارثة التخلص من الأغراض القديمة أو غير المستخدمة وقذفها من النافذة.
يؤكل العشاء التقليدي مع الأهل والأصدقاء. وغالبا ما يتضمن عشاء ليلة العيد أقدام أو أحشاء الخنزير، والعدس. في الساعة 8:30 مساءً، يقرأ الرئيس الإيطالي رسالة تهنئة إلى الشعب الإيطالي. وفي منتصف الليل، يتم عرض الألعاب النارية في جميع أنحاء البلاد. يؤكل الحساء والعدس عندما يقرع جرس منتصف الليل، ملعقة واحدة لكل جرس.
عمومًا تتميز احتفالات رأس السنة في روما بوجبة سخية يتصدرها السمك وفواكه البحر، وحسب التقاليد المتوارثة لا بد من شرب صحن العدس الذي يجلب الحظ السعيد ومن ثم رمي الملابس القديمة من الشباك لوداع الماضي حين تدق الساعة معلنة بدء العام الجديد. وتتعدد الخيارات أمام المحتفلين أيضًا فما بين رؤية مسرحية لشكسبير أو جورج برنارد شو (باللغة الإيطالية طبعًا) أو حضور عرض موسيقي ليوهان شتراوس وليهار على أنغام رقصة الفالس أو باليه راقصة لتشايكوفسكي أو تناول وجبة حافلة من خمسة أطباق مع كل المشارب والحلويات، أو الرقص الحديث الصاخب في المرابع الليلية، أو سماع مشاهير المغنين في الصالات الضخمة أو التفرج على اللوحات العالمية في المتحف، أو قضاء ليلة تاريخية مجانية في روما القديمة على أنغام المطربين الجدد ثم الإستمتاع بعرض الألعاب النارية.

### إسبانيا

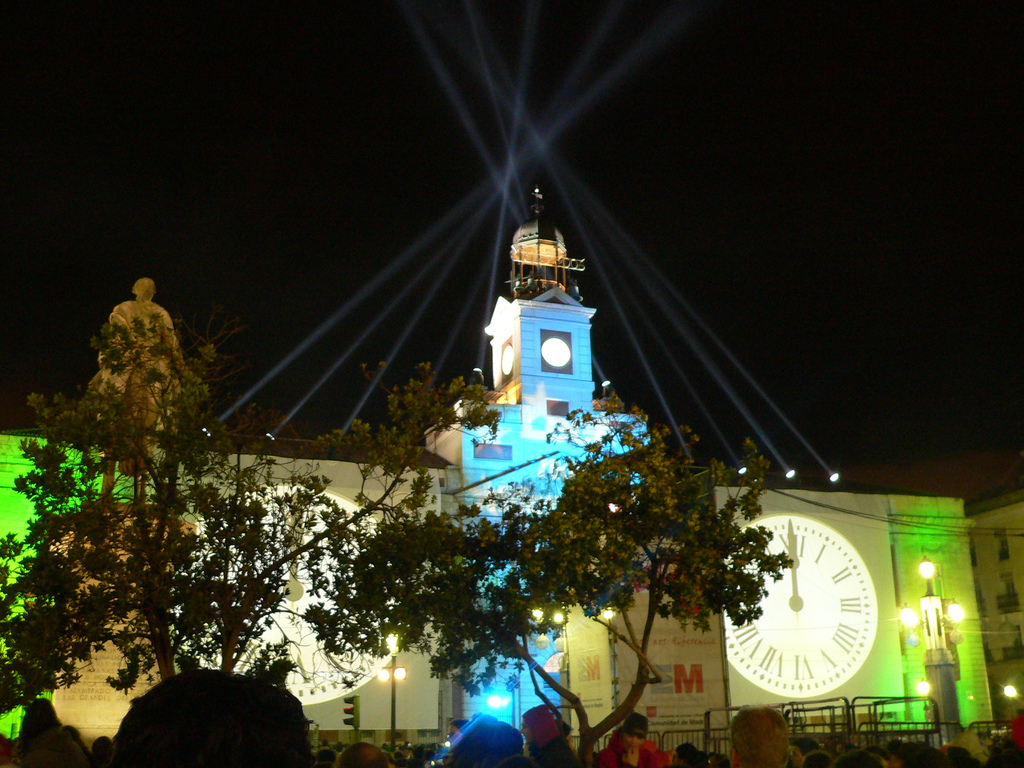
احتفالات عشية رأس السنة في مدريد.

تبدأ ليلة رأس السنة الجديدة في إسبانيا عادًة مع احتفالات عشاء العائلة وتتضمن وجبة العشاء الروبيان أو الجمبري ولحم الضأن. وفقًا للتقاليد الأسبانية فإن ارتداء الملابس الجديد والملابس الحمراء في ليلة رأس السنة الجديدة يجلب الحظ السعيد. من التقليد المتوارثة تناول اثني عشر من العنب، واحدة على مدار الساعة. يعود جذور هذا التقليد إلى عام 1909، وتبع هذا التقليد كل الإسبان تقريبًا، وأصبح تناول الإثني عشر عنبة مرادفًا لعشية رأس السنة. بعد العد التنازلي للسنة الجديدة يقوم الناس بتحية بعضهم البعض ويتبعه نخب مع النبيذ الفوار مثل الأجوف أو الشمبانيا، أو مع عصير التفاح.
بعد عشاء الأسرة وتقليد العنب، يقوم العديد من الشباب في حضور الحفلات في الحانات والنوادي، وأماكن مشابهة. والتي تبقى حتى صباح اليوم التالي وبالإضافة إلى ذلك فان المنظمات والشركات الخاصة تقوم هي الأخرى بإقامة الحفلات الخاصة بالعد التنازلي للسنة الجديدة في مراكز التسوق الرئيسية ومناطق المعالم المشهورة.

### السويد

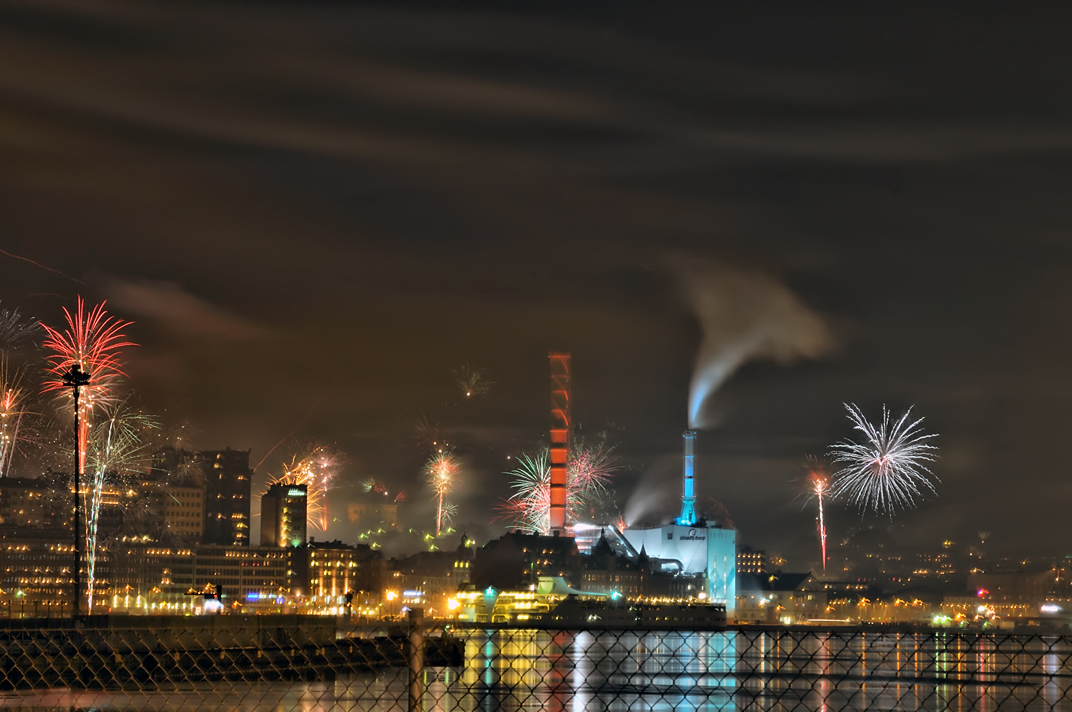
احتفالات عشية رأس السنة في غوتنبرغ.

في السويد عادةً ما يُحتفل في ليلة رأس السنة مع العائلة أو مع الأصدقاء. قبل ساعات قليلة من منتصف الليل، ويتناول الناس عشاء خاص. يحتفل في ليلة رأس السنة الجديدة من خلال عروض الألعاب النارية الكبيرة في جميع أنحاء البلاد، وخاصة في المدن. يسمح للأفراد فوق سن ال 18 بشراء الألعاب النارية، والتي تباع عن طريق المتاجر المحلية أو عن طريق الأفراد. بينما يراقب انطلاق والألعاب النارية في منتصف الليل، يشرب الناس الشمبانيا.
يعرض برنامج اليانصيب السويدي BingoLotto إصدارًا خاصًا من ليلة رأس السنة للاحتفال بالعطلة مع ضيوف موسيقيين وأربع ألعاب بنغو مع بعض المفاجآت.

### سويسرا
في سويسرا عادةً ما يحتفل في ليلة رأس السنة مع الأصدقاء. لا توجد أطباق رئيسية خاصة مرتبطة مع الحدث. كل بلدية لديها احتفالات العد التنازلي الخاص بها، والتي ترافقها عروض رسمية تتبعها الألعاب النارية.
تقام المباراة النهائية لبطولة هوكي الجليد في كأس شبنغلر عادة في ليلة رأس السنة الجديدة.

### ألبانيا
في ألبانيا تبدأ الاستعدادات لرأس السنة الجديدة في ألبانيا بشجرة عيد الميلاد، والتي تُعرف في ألبانيا باسم «شجرة رأس السنة» أو «صنوبر رأس السنة». في منتصف الليل، يشرب الجميع نخبًا ويحيون بعضهم البعض وتضاء الألعاب النارية.

### النمسا
في النمسا، عادة ما يتم الاحتفال ليلة رأس السنة الجديدة مع الأصدقاء والعائلة. وعند منتصف الليل بالضبط، تبثت جميع البرامج الإذاعية والتلفزيونية التي تديرها مؤسسة أورف (بالإنجليزية: Austrian Broadcasting Corporation) صوت Pummerin، جرس كاتدرائية سانت ستيفن في فيينا، يليه Donauwalzer («الدانوب الأزرق») يوهان شتراوس الثاني. كثير من الناس يرقصون على هذا في الحفلات أو في الشارع. حشود كبيرة تتجمع في شوارع فيينا، حيث تنظم حكومة البلدية سلسلة من المسارح حيث تعزف الفرق الموسيقية والأوركسترا. يتم إطلاق الألعاب النارية من قبل كل من الحكومات البلدية والأفراد

### البوسنة والهرسك
يحتفل بالسنة الجديدة على نطاق واسع في البوسنة والهرسك. يتم تزيين الشوارع بليلة رأس السنة الجديدة ويوجد عرض للألعاب النارية وحفلات موسيقية في جميع المدن الكبرى. عادة ما تمتلئ المطاعم والنوادي والمقاهي والفنادق بالضيوف وينظمون حفلات ليلة رأس السنة.
في سراييفو، يتجمع الناس في ساحة أطفال سراييفو حيث تقدم لهم فرقة موسيقى الروك المحلية. العديد من مجموعات البوق والروك تعزف حتى ساعات الصباح الباكر. في منتصف الليل هناك عرض كبير للألعاب النارية.

### إستونيا
للاحتفال ليلة رأس السنة الجديدة في استونيا، الناس تزيين القرى، وزيارة الأصدقاء وإعداد وجبات الطعام الفخم.
يعتقد البعض أن الناس يجب أن يأكلوا سبعة أو تسعة أو اثني عشر مرة في ليلة رأس السنة الجديدة. وهذه أرقام محظوظة في استونيا؛ ويعتقد أن لكل وجبة تستهلك، يكتسب الشخص قوة هذا العدد من الرجال في العام التالي. لا ينبغي أن تكون الوجبات كاملة الانتهاء، وينبغي ترك بعض المواد الغذائية للأجداد والمشروبات الروحية الذين يزورون المنزل في ليلة رأس السنة الجديدة.
يشمل طعام السنة الجديدة التقليدي لحم الخنزير مع مخلل الملفوف أو مخلل الملفوف الإستوني (مولجيكابساد - mulgikapsad)، البطاطا المخبوزة والسويد برأس الخنزير، والنقانق البيضاء ونقانق الدم. يمكن للنباتيين تناول سلطة البطاطس مع البنجر البحري والفطائر. الزنجبيل والمرزبان مشهوران جدًا في الحلوى تشمل مشروبات السنة الجديدة التقليدية البيرة، لكن النبيذ والشمبانيا أصبحا مفضلين حديثًا.

### الجبل الأسود
في الجبل الأسود، تقام احتفالات ليلة رأس السنة الجديدة في جميع المدن الكبرى، وعادة ما تكون مصحوبة بالألعاب النارية. عادة ما يتم الاحتفال به مع العائلة أو الأصدقاء، في المنزل أو في الخارج. تنظم المطاعم والنوادي والمقاهي والفنادق احتفالات بالطعام والموسيقى.

### سلوفينيا
في سلوفينيا، تُعرف ليلة رأس السنة الجديدة بيوم القديس سيلفستر (سيلفستروفو - Silvestrovo). يتم تزيين الشوارع لشهر ديسمبر. في المدن الكبرى مثل ليوبليانا أو ماريبور أو سيلجي أو كوبر، توجد حفلات موسيقية وبرامج ثقافية وعد تنازلي تليها الألعاب النارية. يوجد أيضًا برنامج خاص على التلفزيون الوطني. التقليد هو أن تجتمع الأسرة وتتناول العشاء. في منتصف الليل، يحمص الناس الشمبانيا، ويتمنون لبعضهم البعض سنة جديدة سعيدة، وثروة وصحة.

### أوكرانيا

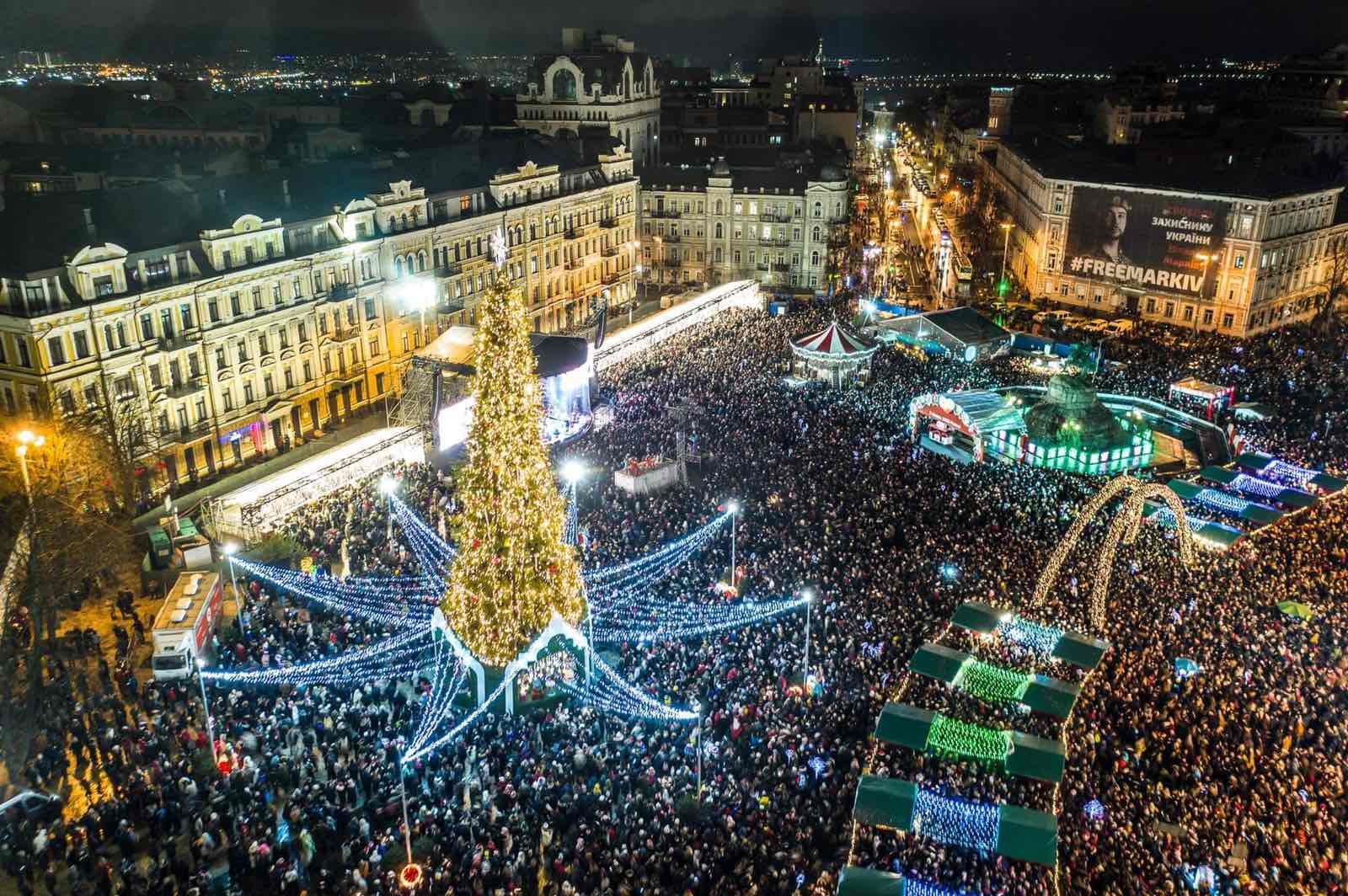
الاحتفال برأس السنة في كييف

في أوكرانيا، السنة الجديدة لها نفس الأهمية الثقافية لعيد الميلاد في الولايات المتحدة، ولكن بدون دلالات دينية. تقوم العائلات الأوكرانية بشكل تقليدي بتثبيت أشجار التنوب في المنزل، وهو ما يعادل شجرة عيد الميلاد. تتجمع العائلات لتناول وليمة كبيرة والتفكير في العام الماضي. لديهم احتفال كبير، ويصنعون الخبز المحمص، ويتمنون سنة جديدة سعيدة. تقدم العائلات الهدايا لأصدقائها وكذلك للمعارف غير الرسمية. نظرًا لأن الأوكرانيين مجتمع متماسك تقليديًا، يُنظر إلى عدم تقديم الهدايا لأولئك الذين تربطهم العائلة بهم على أنه من المحرمات. يبقى الأطفال مستيقظين حتى منتصف الليل في انتظار حلول العام الجديد. خلال هذه الاحتفالات، يستمع العديد من الأوكرانيين لعروض السنة الجديدة الخاصة، والتي أصبحت تقليدًا قديمًا للتلفزيون الأوكراني. وقبل منتصف الليل، يسلم رئيس أوكرانيا رسالة العام الجديد إلى الأمة، وعندما تدق الساعة 12، يتم عزف النشيد الوطني Shche ne vmerla Ukraina في جميع محطات التلفزيون والإذاعة وكذلك في ساحة الاستقلال في كييف ومدن أخرى حيث تقام احتفالات الأعياد.
أول طبق في السنة الجديدة في أوكرانيا يرتبط بالعام الجديد لكل شخص أوكراني هو سلطة أوليفر (Olivier salad). لقد أصبح «الشخصية» الرئيسية للعديد من النكات والحكايات. هناك العديد من الإصدارات حول مصدر اسم أوليفييه، لكن معظم الناس يقولون إنه ظهر بفضل الشيف الفرنسي أوليفييه، الذي عاش في الاتحاد السوفياتي في الستينيات وكان صاحب مطعم فرنسي في موسكو. كان أول من طبخ هذا الطبق. في الوقت الحاضر تسمى هذه السلطة أيضًا سلطة البطاطس واللحوم الروسية.
غالبًا ما تُعتبر السنة الجديدة «احتفالًا سابقًا» للكاثوليك اليونانيين والأرثوذكس الشرقيين الذين يعيشون في أوروبا الشرقية، وخاصة في أوكرانيا، منذ الاحتفال بعيد الميلاد في 7 يناير.

## أمريكا الشمالية

### الولايات المتحدة الأمريكية
في الولايات المتحدة، يتم الاحتفال ليلة رأس السنة الجديدة بحفلات رسمية وحفلات موسيقية وأنشطة عائلية، ومناسبات عامة كبيرة مثل عروض الألعاب النارية
كما تقيم المتنزهات الرئيسية احتفالات رأس السنة الجديدة؛ تعد حدائق ديزني الترفيهية، مثل منتجع والت ديزني العالمي في أورلاندو وفلوريدا وديزني لاند في أنهايم بولاية كاليفورنيا، الأكثر ازدحامًا في عطلة عيد الميلاد ورأس السنة الجديدة.

## أمريكا الجنوبية

### بنما
في ليلة رأس السنة، عادة ما تحتفل بنما بعشاء، يتبعه احتفالات فردية متعددة بالألعاب النارية. تبدأ الألعاب النارية حوالي الساعة 11 مساءً للحفلات التي تستمر حتى الساعة 1 صباحًا في اليوم التالي. يغادر الكثيرون المدينة ويذهبون إلى المدن الريفية في جميع أنحاء البلاد للاحتفال مع العائلة والأصدقاء.

### الأرجنتين

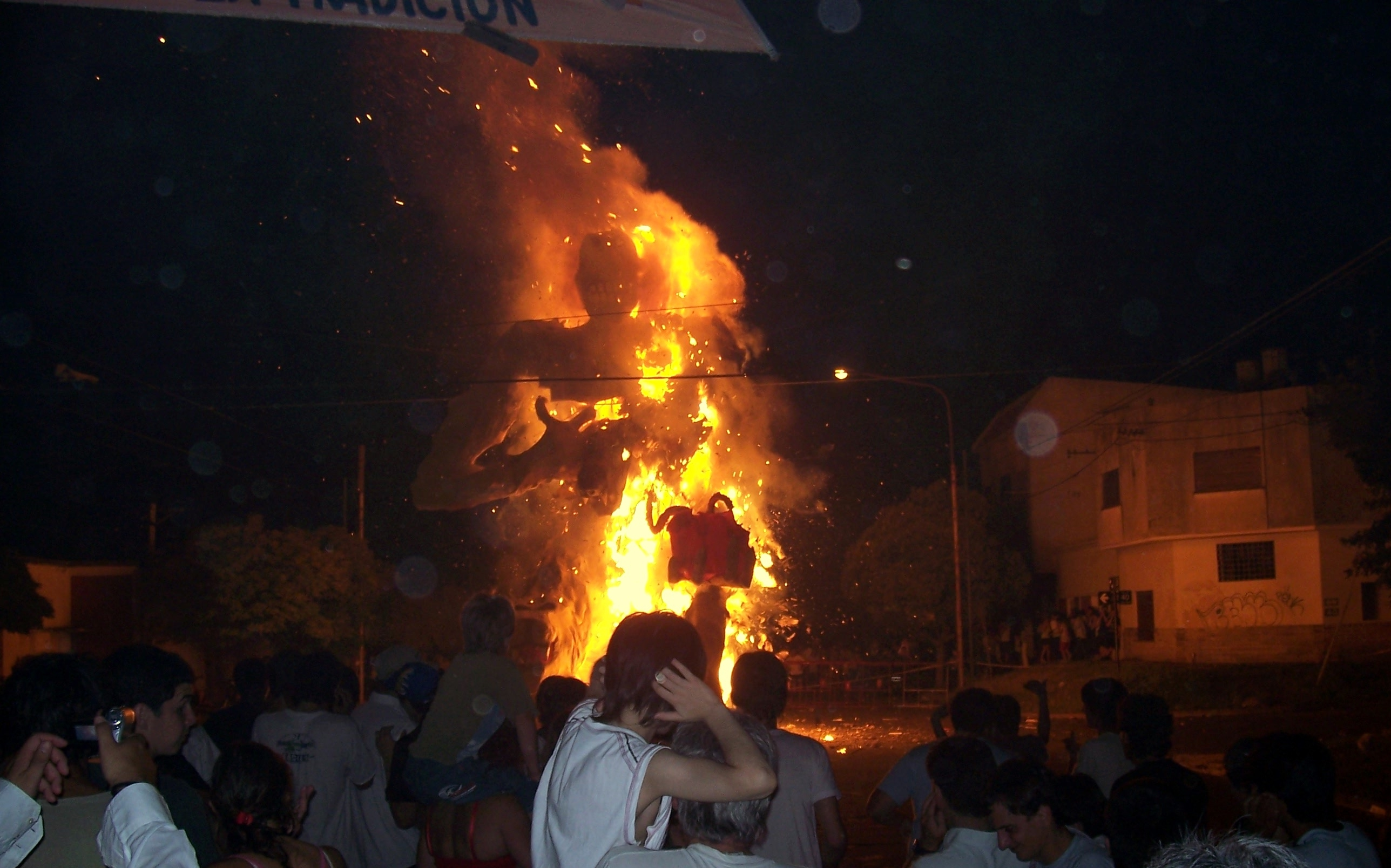
حرق الدمى بمناسبة عشية رأس السنة وهي من التقاليد المعروفة في الأرجنتين.

تشمل الاحتفالات التقليدية في الأرجنتين عشاء الأسرة المكون من الأطباق التقليدية، بما في ذلك الأسادو، السندويشات والحلوى.
قبيل منتصف الليل، يتزاحم الناس في الشوارع للإستمتاع بعروض الألعاب النارية والمفرقعات النارية الخفيفة. ويمكن رؤية الألعاب النارية في أي شرفة. ويحتفل في اليوم الأول من السنة الجديدة في منتصف الليل بشرب عصير التفاح أو الشمبانيا. غالبا ما تستمر الاحتفالات مع الأسرة والأصدقاء حتى الفجر.
الاحتفال يكون خلال فصل الصيف، كما هو الحال في العديد من دول أمريكا الجنوبية، لذلك فمن الطبيعي رؤية العديد من الأسر في السنة الجديدة في المراكز السياحية في الساحل الأرجنتيني الأطلسي.

### البرازيل

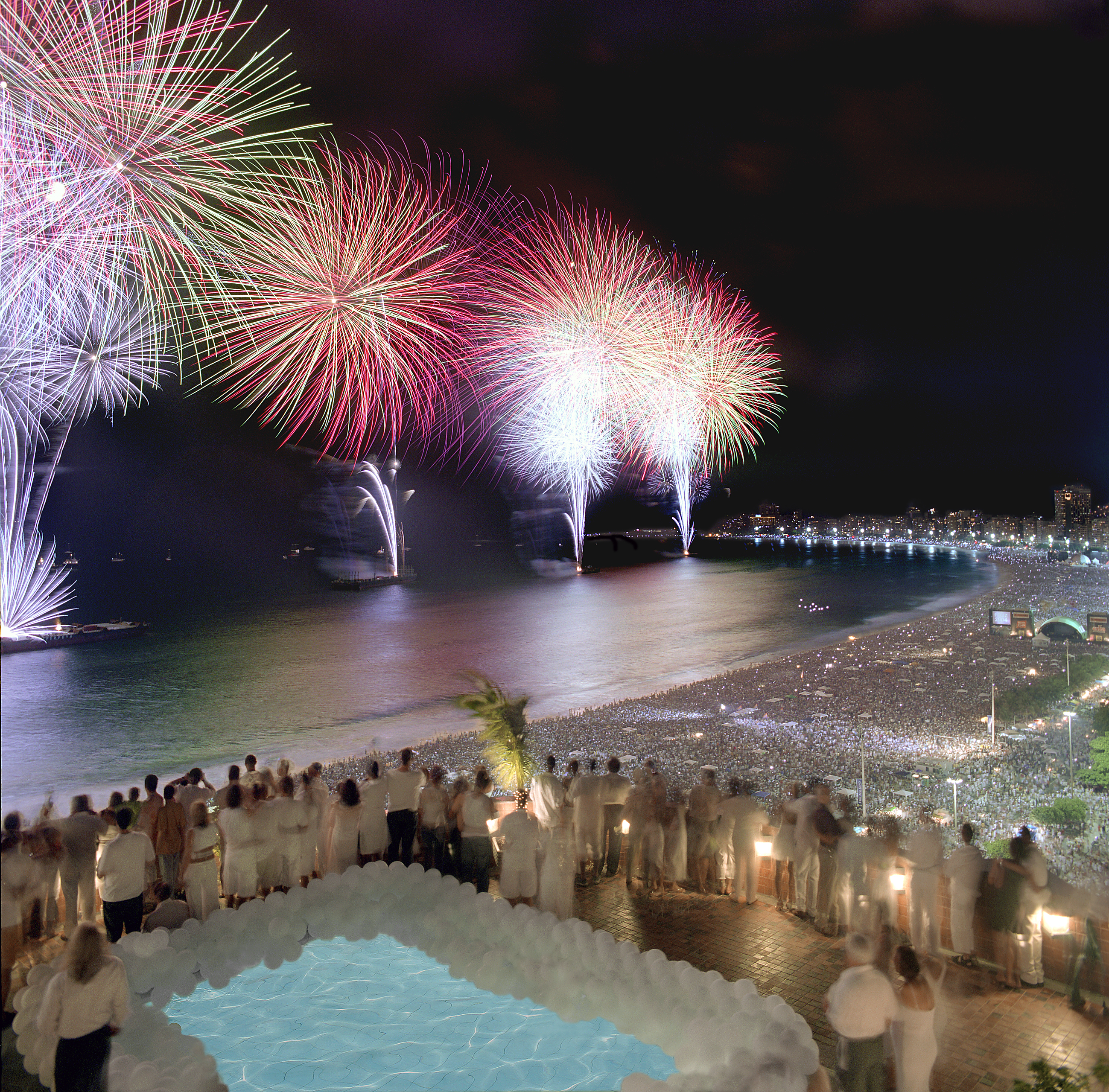
عروض من شاطئ كوباكابانا والذي بتابعه أكثر من مليون شخص.

السنة الجديدة هي واحدة من العطلات الرئيسية في البرازيل. والذي يصادف رسميًا بداية العطلة الصيفية، والتي تستمر حتى الكرنفال. يقيم البرازيليين عادة وجبة وفيرة مع العائلة أو الأصدقاء في المنزل أو في المطاعم أو النوادي الخاصة، وتستهلك المشروبات الكحولية. الشمبانيا هو المشروب التقليدي في هذه المناسبة. ترافق الاحتفالات الألعاب النارية وأكل العنب أو العدس وهي العادات المرتبطة بالعيد.
تحتل شاطئ كوباكابانا في ريو دي جانيرو واجهة بين أكبر 10 عروض للألعاب النارية بمناسبة عشية رأس السنة. حيث تكون هناك مزيج من الحفلات الموسيقية الحية، وعروض للألعاب النارية. تستضيف مدينة ساو باولو تستضيف ماراثون سانت سلفستر. وتعرض شاشات التلفزيون العديد من البرامج الخاصة بعشية رأس السنة.

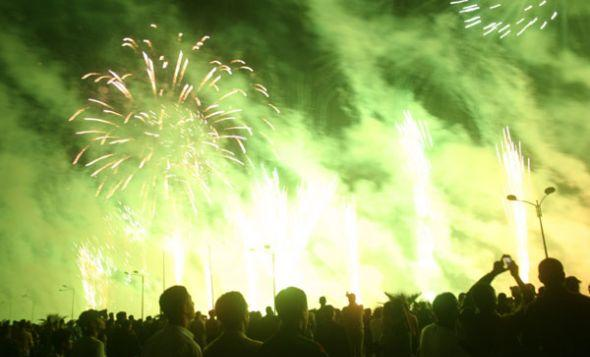
احتفالات ليلة رأس السنة في الدار البيضاء، المغرب.

## الشرق الأوسط وشمال أفريقيا

### لبنان وسوريا
في لبنان وسوريا، يحتفل الناس بـ'ليلة رأس السنة' بعشاء يحضره الأهل والأصدقاء. يحتوي العشاء على أطباق تقليدية مثل التبولة والحمص والكبة وغيرها من الأطعمة السورية واللبنانية. ويمكن أن تقام هذه الاحتفالات أيضا في المطاعم والنوادي. كما يتم تنظيم عروض الألعاب حيث يمكن للناس محاولة كسب المال. يتم بث العد التنازلي للسنة الجديدة من خلال القناة التلفزيونية الرائدة وتستمر الاحتفالات عادة حتى شروق الشمس. كما تضاء الألعاب النارية طوال الليل.

### المملكة العربية السعودية
تحتفل المملكة لأول مرة في تاريخها لها بعيد رأس السنة لعام 2019.

### الإمارات العربية المتحدة
في دبي، الإمارات العربية المتحدة، يتم احتفال رسمي بوضع الألعاب النارية في منطقة شاطئ جميرا (بما في ذلك برج العرب) وأطول مبنى في العالم، برج خليفة. في ديسمبر 2013 أعلنت دبي أنها ستقدم أكبر عرض في التاريخ للألعاب النارية بمناسبة ليلة رأس السنة.

### تونس
في تونس، يحتفل التونسيون بقضاء ليلة رأس السنة في المطاعم والفنادق مع تبادل الهدايا والورود، أو السفر خارج البلاد لقضاء الليلة في بلد أوروبي. لكن أغلب التونسيين يفضلون الاحتفال بالريفيّون (بالفرنسية: Réveillon) في المنزل في سهرة عائلية مع الأقارب والأصدقاء.
يقوم التونسيون بشراء كعكة مرطبات أو يعدونها في المنزل، بالإضافة إلى إقامة عشاء عائلي، حيث يظل الدجاج المصلي هو الطبق الرئيسي لهذه المناسبة، والسهر حتى منتصف الليل لتناول الكعكة مع حلول اللحظات الأولى من العام الجديد.
في السنوات الأخيرة، يُبث الفيلم التونسي الشهير «شوفلي حل في راس العام» كل سنة، لينتهي قبل دقائق قليلة من حلول العام الجديد. وقد أصبح هذا تقليدًا سنويًا تعود عليه التونسيون.

### المغرب
في المغرب، يتم الاحتفال بليلة رأس السنة في صحبة العائلة والأصدقاء. الناس يتوحدون ليأكلوا الكعك، يرقصون ويضحكون. تقليديا، يحتفل الناس به في المنزل، ولكن بعض يفضلون الذهاب إلى الملاهي الليلية. في منتصف الليل، يتم عرض الألعاب النارية عبر عين الذئاب، في كورنيش الدار البيضاء.

### مصر
في مصر يتم الاحتفال بالعام الجديد مع الألعاب النارية

### الجزائر
في الجزائر، تُحتفل ب ليلة رأس السنة (بالفرنسية: Réveillon) مع العائلة والأصدقاء. في أكبر المدن، مثل الجزائر وقسنطينة وعنابة ووهران وسطيف وبجاية، هناك احتفالات كبيرة قد تشتمل على حفلات موسيقية وحفلات في وقت متأخر من الليل ومفرقعات نارية وألعاب نارية في منتصف الليل وأضواء شرارة وهتافات، بينما يفضل البعض الآخر قضاء هذه الليلة الخاصة خارج البلاد، بشكل عام في تونس أو باريس.
في الساعة الثامنة مساءً، تُقرأ رسالة الرئيس التي يرسل بها تحياتة إلى الجزائريين على شاشة التلفزيون. تُبث شبكة EPTV برنامجًا ترفيهيًا سنويًا ليلة رأس السنة، مما يؤدي إلى تغير اسمها ومضيفيها وضيوفها، والذي يتميز برسومات وعروض موسيقية. كما يتم بث الأفلام الشعبية. في المنزل أو في المطاعم، يتم تناول نوع خاص من كعكة المعجنات يسمى 'la bûche' الناس يأكلونه قبل بضع دقائق من العد التنازلي للسنة الجديدة.

## أوقيانوسيا

### أستراليا
تقيم كل مدينة رئيسية في أستراليا احتفالات ليلة رأس السنة الميلادية، وعادة ما تكون مصحوبة بعرض للألعاب النارية وغيرها من الأحداث. (غلوستر بارك - Gloucester Park)، ميدان سباق الخيل في وسط بيرث، هو أكبر عرض وأكثرها شهرة في مدينة أستراليا الغربية. تقام الأحداث في بريسبان في ساوث بانك. في الليل، يتجمع 50000 شخص في مواقع حول نهر بريسبان لمشاهدة عرض للألعاب النارية. في ملبورن، يأتي مئات الآلاف من الأشخاص إلى منطقة الأعمال المركزية لمشاهدة الألعاب النارية. في عاصمة جنوب أستراليا، أديلايد، تقام الأحداث في كل من Rymill Park في المدينة وعلى شاطئ Glenelg.
أبرز احتفال في البلاد هو ليلة رأس السنة الجديدة في سيدني، والذي يقام في ميناء سيدني ويتكون من عرضين للألعاب النارية - أمسية «الألعاب النارية العائلية» التي تقام في الساعة 9:00 مساءً، تليها الألعاب النارية الرئيسية في منتصف الليل. جسر ميناء سيدني هو نقطة محورية في العرض، عبر الألعاب النارية التي تم إطلاقها من الجسر، بالإضافة إلى شاشات الإضاءة التي تضيءه أثناء العرض - المعروف بالعامية باسم «تأثير الجسر»، وكان يتخذ في السابق شكل رمز مثبت على دعاماتها، التي تعكس موضوعًا سنويًا.

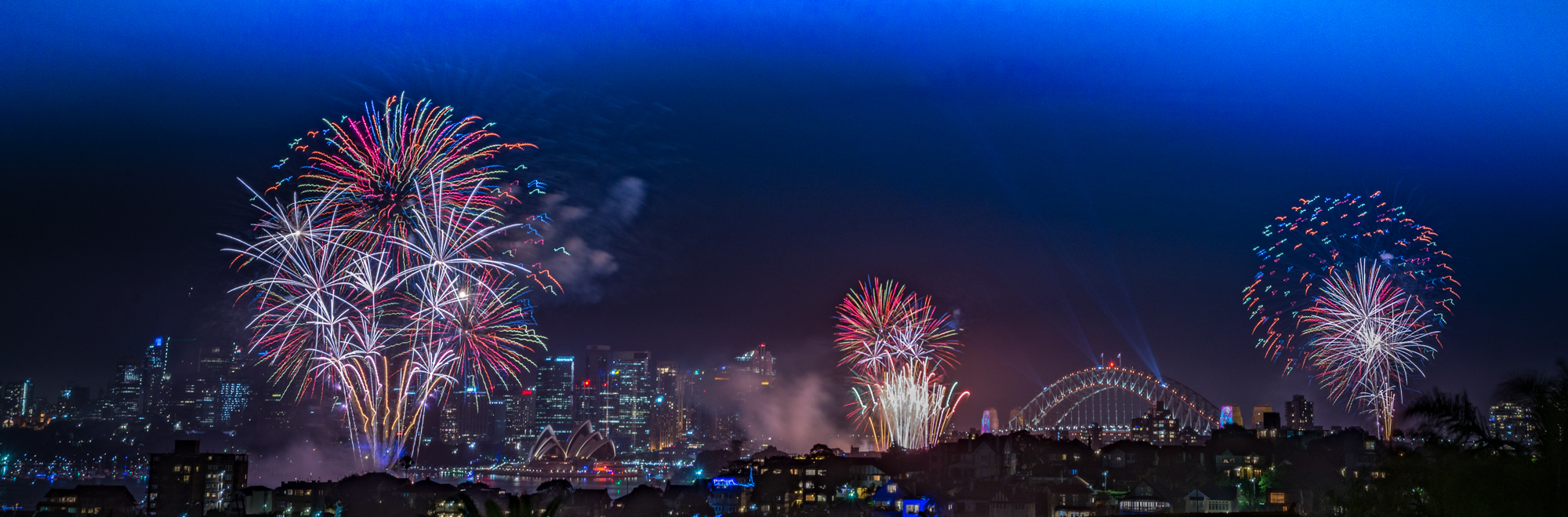
احتفالات ليلة رأس السنة الجديدة في سيدني 2018

### نيوزيلندا
تشهد العديد من مدن وبلدات نيوزيلندا العام الجديد بحفلات موسيقية في الهواء الطلق وعروض للألعاب النارية.
تقدم أوكلاند بانتظام عرضًا للألعاب النارية في منتصف الليل من أعلى برج سكاي تاور. في ويلينغتون، يعد Frank Kitts Park مكانًا لمهرجان يشمل الألعاب النارية والموسيقى وعروض الأفلام في الهواء الطلق. تحدث أحداث مماثلة في هاميلتون، بدءًا من حدث مناسب للعائلة في ستيل بارك، يليه حفل خاص بالبالغين في SkyCity Hamilton. تحتفل مدينة جيسبورن، وهي واحدة من أولى المدن في العالم التي ترى شروق الشمس في العام الجديد، أيضًا بمهرجان العام الجديد. تعد بلدة وانجاماتا الصغيرة، الواقعة في شبه جزيرة كورومانديل، مكانًا رئيسيًا للحفلات في العام الجديد، خاصة بالنسبة لسكان أوكلاند.
في الجزيرة الجنوبية، يستضيف كل من كرايستشيرش ودونيدن حفلات موسيقية حية مجانية تنتهي بعرض الألعاب النارية في منتصف الليل. تقام هذه في Hagley Park و The Octagon على التوالي. تعد مدينة كوينزتاون، المنتجع الرئيسي في الجزيرة الجنوبية، مكانًا رئيسيًا لحفلات العام الجديد، مع الموسيقى والألعاب النارية.

### كيريباتي
أول دولة تحتفل بالعيد هي جمهورية كيريباتي الواقعة في المحيط الهادئ.

## آسيا

### الصين
في الصين، تقام الاحتفالات بالعام الميلادي الجديد في بعض المناطق، لا سيما في المدن الكبرى. على سبيل المثال، أقيمت الاحتفالات بالألعاب النارية وحفلات الروك في متنزه سولانا بلو هاربور للتسوق في بكين، بينما تقام العروض الثقافية وغيرها من الأحداث في نصب الألفية في المدينة، ومعبد السماء، وسور الصين العظيم، والأولمبيك جرين، والقصر الصيفي. منذ عام 2011، أقيم عرض ضوئي وصوتي في The Bund في شنغهاي، قبل منتصف الليل ببضع دقائق.

### تايوان
أبرز فعاليات رأس السنة الاحتفالية التي تُقام في تايوان هو عرض الألعاب النارية الضخم والتي يجري إطلاقها من ناطحة سحاب تايبيه 101 في العاصمة تايبيه. تم تحديث العرض في عام 2018 عبر تنصيب منظومة عرض جديدة على الوجه الشمالي من البرج بين الطابق الخامس والثلاثون والطابق التسعين والتي تستعمل لعرض تأثيرات رسومية متحركة، وترافق هذا التغيير مع خفض عدد وحدات الألعاب النارية كجزء من الجهود الساعية إلى التخفيف من حدة التلوث.

### هونغ كونغ

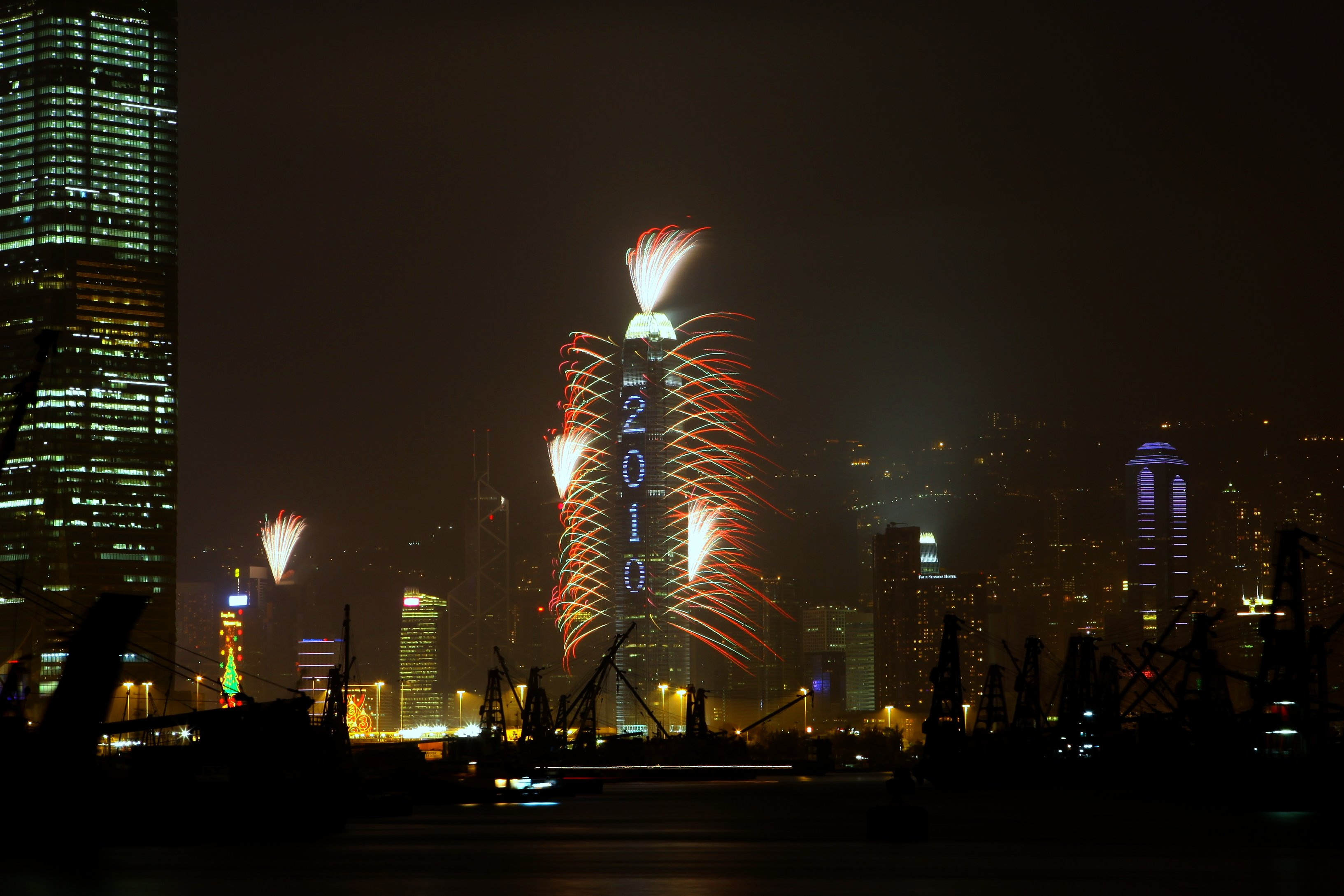
عرض الألعاب النارية في هونغ كونغ.

يجتمع الكثير من الناس في المناطق التجارية بهونغ كونغ خلال ليلة رأس السنة، وبدءاً من عام 2008 أصبح هناك عد تنازلي على واجهة المركز المالي الدولي تصاحبه عروض بأضواء الليد وغيرها من التأثيرات البصرية قبل دقيقة واحدة من حلول العام الجديد ومن ثم يتبعها إطلاق ضخم للألعاب النارية بالترافق مع عرض ل«سيمفونية الأضواء» وهي عرض بصري وصوتي تشتهر به هونغ كونغ.

### ماليزيا
يقام حفل رسمي يسمى «أمبانغ تاهور بارو» Ambang Tahun Baru، برعاية الحكومة الماليزية في ساحة مرديكا في وسط كوالا لامبور، قبالة مبنى السلطان عبد الصمد في العاصمة الماليزية. حيث يتم بث الحدث على الهواء مباشرة على تلفزيون الحكومة وكذلك القنوات التلفزيونية الخاصة. بالإضافة إلى ذلك فان المنظمات والشركات الخاصة تقوم هي الأخرى بإقامة الحفلات الخاصة بالعد التنازلي للسنة الجديدة في مراكز التسوق الرئيسية ومناطق المعالم. واحدى الاحتفالات الكبيرة بهذه المناسبة والتي يديرها القطاع الخاص هو عرض للألعاب النارية في أبراج بتروناس.

### آسيا الوسطى
أخذت بلدان آسيا الوسطى تقاليد الاحتفال بليلة رأس السنة من الاتحاد السوفيتي، ولذلك فتشبه الاحتفالات في هذه المنطقة من العالم تلك المقامة في روسيا. فمثلاً يتم عزف النشيد الوطني عند منصف الليل ويُبث قبله الخطاب الرئاسي.

## أفريقيا

### غانا
في غانا، يحتفل الكثير من الناس بليلة رأس السنة بالذهاب إلى الكنيسة؛ يذهب آخرون إلى النوادي الليلية أو الحانات أو يخرجون إلى الشوارع للاحتفال. في منتصف الليل، يتم عرض الألعاب النارية في مختلف مدن غانا، وخاصة في أكرا وتيما.

### نيجيريا
في نيجيريا، غالبًا ما يتم الاحتفال برأس السنة الجديدة بالذهاب إلى الكنيسة ؛ يذهب آخرون إلى النوادي الليلية والحفلات التي ينظمها الأفراد أو المجتمعات أو حكومة الولاية مثل العد التنازلي لاغوس. العد التنازلي لاغوس هو حدث في نيجيريا، تم إنشاؤه لزيادة السياحة وجعل لاغوس وجهة مميزة للعمل والترفيه. يبدأ الحدث في ديسمبر ويستمر حتى 1 يناير. يحضره ما معدله 100000 شخص. يقام هذا الحدث في مدينة إيكو أتلانتيك، بجانب باربيتش الذي يجذب الآلاف من السياح المحليين والأجانب الذين يستمتعون كل مساء بفنانين مختلفين.

### رواندا
في رواندا، يتم الاحتفال برأس السنة الجديدة في الغالب من خلال الذهاب إلى الكنيسة والمشاركة في التجمعات الاجتماعية والأنشطة العائلية. تبدأ الصلوات عادةً من الساعة 6 مساءً للكنيسة الكاثوليكية الرومانية والساعة 10 مساءً للبروتستانت. في الساعة 00:00، يلقي الرئيس خطاب نهاية العام الذي يبث مباشرة على العديد من محطات الإذاعة والتلفزيون. وقد أدخلت الألعاب النارية في السنوات الأخيرة، حيث حدثت أهم العروض في مركز كيغالي للمؤتمرات، في ريبيرو هيل، جبل كيغالي.

### جنوب أفريقيا
يصوت الناس في جنوب إفريقيا على أفضل عشرة اغاني موسيقى خاصه بعد تنازلي قبل 31 ديسمبر. عندما يصل العد التنازلي إلى رقم واحد، يتم تشغيل الأغنية التي حصلت على أكبر عدد من الأصوات على جميع محطات الراديو في البلاد. وتكون الألعاب النارية مضاءة في جميع أنحاء جنوب أفريقيا. وتبدا الناس في الانخراط في الشرب والشواء من حين لآخر.

### جنوب السودان
في جنوب السودان، يحضر الناس خدمات الكنيسة في العديد من الكنائس في جوبا. تبدأ الخدمة الساعة 9 مساءً. في منتصف الليل، يغني الناس الترنيمة الشهيرة ""Hark! The Herald Angels Sing" 'ليعلن نهاية وبداية العام ببركة. تنتهي الخدمة في الساعة 12:30 صباحًا.